# Hercivci
Hercivci, česky také Hercovce (ukrajinsky Герцівці, rusínsky Герцовци, maďarsky Hegyrét), jsou osada obce Puzňakivci, v Kolčynské územní komunitě (ukrajinsky Кольчинська селищна громада), v okrese Mukačevo, v Zakarpatské oblasti Ukrajiny. V roce 2025 zde žilo 79 obyvatel.

## Historie
První písemná zmínka o této vsi pochází z 25. února 1592. V roce 1649 se ves jmenovala Herczegfalva. Před uzavřením Trianonské smlouvy byla součástí Uherska. Poté se stala součástí první československé republiky, přičemž příslušný obecní notariát byl v Novém Klenovci. Od 15. dubna 1939 byla ves součástí samostatného státu Karpatská Ukrajina; o několik dní později bylo Zakarpatí obsazeno maďarskými vojsky. Od roku 1945 byla ves součástí Ukrajinské sovětské socialistické republiky, která byla součástí SSSR. Od roku 1991 je součástí samostatné Ukrajiny.